# El perquè de tot plegat (llibre)
El perquè de tot plegat és una obra que reuneix trenta relats de l'escriptor Quim Monzó: L'honestedat, L'amor, Vida matrimonial, La submissió, El cicle menstrual, La inòpia, La fe, Pigmalió, La immolació, L'enteniment, El determini, L'admiració, ¿Per què les busques dels rellotges giren en el sentit de les busques dels rellotges?, La gelosia, Amb el cor a la mà, La inestabilitat, Sant Valentí, L'eufòria dels troians, Quarts d'una, L'afany de superació, El jurament hipocràtic, La micologia, El gripau, La bella dorment, La monarquia, La fauna, La força de voluntat, La fisonomia, La divina providència i El conte. Va ser publicada l'any 1993 a Quaderns Crema.

## Traduccions i adaptacions
El perquè de tot plegat ha estat traduït a l'espanyol (El porqué de las cosas, Editorial Anagrama, Barcelona), a l'alemany (Der Grund der Dinge, Frankfurter Verlagsanstalt, Frankfurt), al basc (Gauza guztien zergatia, Elkarlanean, Donosti), al búlgar (Същината на нещата, Colibri, Sofia), a l'eslovè (Vzrok vsega, Cankarjeba Zalozba, Liubliana), al francès (Le pourquoi des choses, Éditions Jacqueline Chambon, Nimes), a l'hongarès (Minden dolgok miértje, Patak Könyvek, Budapest), a l'italià (Il perché di tutto sommato, Marcos & Marcos, Milà), al portuguès (O porquê de todas as coisas, Editora Globo, São Paulo), al rus (Уто к чему и почему..., dins Самый обычный день. 86 рассказов, Inostranka, Moscou) i a l'anglès (Why, Why, Why, Open Letter Books, 2019).
El 1995 Ventura Pons va adaptar aquest llibre en una pel·lícula que duia aquest mateix títol: El perquè de tot plegat.

## Premis
- Premi Ciutat de Barcelona de Literatura (1993)[4]
- Premi Crítica Serra d'Or de Literatura i Assaig (1994)[4]